# 슬레이어즈의 등장인물 목록
이 문서에서는 슬레이어즈 작품 세계에 들장하는 등장인물의 목록을 서술하고 있다. 만화, 애니메이션, 극장판, 게임 및 소설판의 등장인물 등도 여기에 포함된다.

## 주인공 파티

### 백사(서펜트)의 나가
- 성우:카와무라 마리아/ 한국판：이용신

스페셜과 극장판, OVA에만 등장하는 여자 마도사. 사실 '나가'는 가명이고 본명은 그레이시아 울 나가 세이룬, 즉 아멜리아의 가출한 언니 그레이시아이다. 자칭 리나의 최대 최강 라이벌. 정작 리나 본인은 '금붕어 똥'이라는 한마디로 그녀의 존재를 일축한다. 뇌를 뚫고 지나가는 호쾌한 웃음소리와 이렇게 웃으면서 출렁이는 큰 가슴, 리나 인버스보다 족히 10cm 이상 큰 키에 어떤 공격에도 금세 부활하는 생명력은 그녀의 트레이드 마크. 마도사로서의 재능은 리나에 필적, 혹은 그 이상이지만 그 힘을 제어하지 못하고 언제나 폭주한다. 뭔가 정체를 알 수 없는 정보망을 쥐고 있는 것인지 뒷정보에 밝다. 해파리, 나무 뿌리, 배추벌레, 해삼, 피조개, 개구리 등에게 인덕이 있으며 곳곳에 제자를 만들고 다니기도 한다. 항시 필요 최소한의 부위만을 가리는 시원한 옷을 입고 다니며 늘씬한 몸매와 거대한 가슴 사이즈로 리나를 압도한다. 리나와 마찬가지로 물욕과 식욕이 왕성하고, 도수 높은 술에도 안색 하나 변하지 않을 만큼 술이 세다. 피를 보면 기절하는 특성도 가지고 있다. 자신에 대한 절대성의 확신을 가진, 한마디로 자의식 과잉이지만 때때로 비굴해지기도 한다. '수단을 위해 목적을' 가리지 않는 재미있는 성격에, 리나와는 말하지 않아도 폭력만으로 대화를 나누는 아름다운 우정을 과시한다. 오직 눈앞의 상황과 연출만을 우선시하며, 일일이 설명해주지 않으면 무슨 짓을 할지 모르는 핵폭탄 같은 생물.

### 수신관 제로스
- 일본 성우 : 이시다 아키라 / SBS 방영판：구자형 / 투니버스판：최원형

'수수께끼의 신관' 이자 마왕의 다섯 심복들 다음가는 힘을 가진 고위마족. 그런 힘과는 달리 겉으로는 항상 유들유들한 스마일 페이스에 능청스러운 태도로 일관한다. 천년 전의 강마전쟁 때 단신으로 수많은 드래곤들을 거의 전멸에까지 몰고간 전적으로 엘프와 드래곤들 사이에서 '드래곤 슬레이어'라는 별칭을 얻었다. 거짓말은 절대로 하지 않지만 진실을 처음부터 끝까지 설명해주는 일은 없이 '그건 비밀입니다(それは、ヒミツです)'라는 필살기로 상대방의 울화를 긁는다. 시키지 않은 일은 하지 않지만 주어진 임무는 확실히 완수해내는 중간관리직. 사람 좋아보이는 미소와 능청스러운 성격은 만들어낸 것이 아닌 천성인 듯하며, 그렇기 때문에 오히려 더욱 무서운 인물. 담소를 나누던 상대의 목을 웃으며 날려 버리고, 웃는 얼굴로 동료를 버리는 타입이다.

## 소설판 등장인물
루크 (네타 있음)
소설 2부에 등장하는 주연급 조연. 다혈질적인 성질을 가진 남성이다. 검은 머리에 붉은 눈을 가졌다. 붉은 눈의 마왕의 힘을 빌리는 오리지널 주문 '루비아이 블레이드'를 사용한다. 그가 사용하는 검도 마법을 충전해 쏘거나 그 성질을 지닐 수 있는 마검. 미리나와 페어를 이루며 자칭 '트레져 헌터'다. 하지만 그 외에도 의뢰를 받고 일을 해 주기도 하는 듯. 후에 샤브라니구드로 각성한다.
미리나
소설 2부에 루크와 함께 등장하는 주연급 조연. 침착하고 무표정한 얼굴의 은발 미녀이다. 루크와 달리 차가운 성품이고 리나와 같은 판단력과 추리력을 지녔다. 마도 실력과 검술 실력도 수준급. 루크가 샤브라니구드로 각성하는 계기가 된다.
미르가지아
- 성우:오오쿠라 마사아키/SBS판:장광

카타트 산맥의 용의 계곡에 사는 용들의 장로. 골드 드래곤으로, 인간으로 폴리모프했을 때의 모습은 금발의 미중년이다. 1000년 전 강마전쟁의 생존자이며 당시에 오른쪽 팔을 잃어 의수를 사용한다. 하지만 본인도 의수를 사용한다는 사실을 잊을 정도로 실제 팔 같다. 농담을 즐겨 용족과 엘프들 사이에서 '유쾌한 미르씨'라 불리나 인간들이 듣기엔 그리 유쾌하지만은 않은 듯. 리나의 말을 인용하자면 '기억하기조차 싫은 농담'을 한다(인간의 입장에서 볼 때 그의 개그는 술집 전체에 있는 모든 사람들을 얼려버릴정도로 썰렁한 개그였다). 1부에서는 리나를 클리어바이블이 있는 곳으로 안내하고 2부에서는 멤피스와 함께 어떤 목적을 가지고 리나와 함께 행동한다.
멤피스 라인소드
2부에서 미르가지아와 함께 등장하는 엘프족 소녀, 인간을 별로 좋아하지 않는다. 편식이 심하여 양배추만 먹는다. 부끄러움을 많이타나 어떤 인간 여마도사를 만나 "그런때는 차라리 고압적인 태도로 나오는편이 낫다" 하는 소리를 듣고 낯가림이 치료되었다. 마을에 나타난 데몬을 없애기 위해 무지막지한 공격으로.. 데몬의 공격으로 인한 피해보다 이 엘프한테 받은 피해가 더 컸었다는...(나가랑 비슷하다고 해야 할까..) 즉, 극악무도 엘프! 슬레 등장인물 중 유일하게 미르가지아의 농담을 이해하고 웃을 수 있는 소녀이다.
란츠
본편 2권에서 타림에게 고용되어있던 용병으로 등장한다. 첫 등장 씬에서 겁없이 리나의 엉덩이를 만졌다가 비참한 꼴을 당한다. 검 실력은 나름대로 강하지만 기는 약한 편이며, 가우리의 검실력에 반해 그를 형님으로 모신다. 3권에 재등장하여 1대1로 순마족을 해치우는 등 제법 활약상을 보이지만 역시 리나와 계속 여행을 하는 배짱까지는 보이지 못하고 레귤러 캐릭터의 자리를 포기한다.

## 애니메이션 오리지널 인물
마르티나 조아나 멜 나브라틸로바
애니메이션 2기 NEXT 오리지널 캐릭터. 조아나 왕국의 공주로, 자신이 상상 속에서 만들어낸 마왕 조아메르그스타를 신봉하고 있다. 조아나 왕국에 전해내려오는 전설의 고렘으로 세계 정복을 꿈꾸었으나, 리나에 의해 좌절되고 왕국까지 망해버리자 복수심에 불타 리나를 노린다. 왕국 재건과 리나에의 복수를 위해 수많은 아르바이트와 잡일을 하며 악착같이 돈을 모은다. 마도의 기술 없이 집념만으로 저주를 완성하기도 한다. 리나와는 티격태격하며 수많은 다툼을 벌이고 다양한 방식으로 리나를 훼방놓지만, 마지막에는 번번이 리나의 드래곤 슬레이브에 휩쓸려 만신창이가 된다. 여행이 계속되면서부터는 아예 같이 여행을 다니는 모습을 연출한다. 가우리, 제르가디스, 제로스 등 수많은 남성을 마음에 두지만, 결국 NEXT 최종화에 정글스와 결혼했다.
피리아 울 콥트

## 적대 관계의 인물들
적법사 레조
현대의 5현자 중 한 명이며 풍부한 마도지식과 넓은 아량으로 세계를 여행하며 수많은 사람을 구원해준 승려. 적법사라는 칭호는, 그가 항상 붉은 법의를 입고 다니기 때문에 붙은 별칭이다. 여행의 목적은 장님인 자신의 눈을 뜨기 위함이었지만 자신의 눈은 떠지지 않았다. 백마술에 이어 정령마술, 심지어 흑마술에도 손을 대었지만 그의 눈은 열리지 않았다. 그는 현자의 돌에 마지막 희망을 걸고 제르가디스를 시켜 현자의 돌을 찾게 하였다. 그리고 리나에게 빼앗은 현자의 돌을 삼키자 그의 마음에 봉인되어있던 마왕 샤브라니구드의 한 조각이 눈을 뜬다. 제르가디스의 외침에 응답하여 샤브라니구드의 움직임을 막고, 리나의 불완전판 기가 슬레이브를 맞아 마왕과 함께 소멸되었다. 유일한 혈연인 제르가디스는 레조의 증손자쯤 된다고 한다.
즈마
본편 4권 배틀 오브 세이룬, 7권 베젠디의 어둠에 등장하는 일류 암살자. 본명은 러독 란자드이며 리나가 노골적으로 두려워했던 몇 안되는 인물이다. 즈마의 습격을 받은 사람 중 살아남은 사람은 리나 뿐이라고한다. 목적을 위해서라면 수단과 방법을 가리지않으며 한 번 맡은 의뢰는 반드시 이뤄야한다는 프로정신을 겸비. 휘두르는 칼 평탄면을 쳐내거나 양손으로 잡고 부러트리는 비 상식적인 기술을 가지고 있으며 파이어 볼, 다크 미스트 등 암살에 필요한 여러 주문들을 사용할 줄 안다. 4권에서 리나와 가우리에게 양 팔을 잃고 상처입은 세이그람과 동화하여 복수를 위해 7권에서 리나 일행을 베젠디 시티로 초대하지만 아들인 아벨에 대한 러독의 인간적인 마음 때문에 리나의 라그나 블레이드에 죽게된다.
본편 4권 배틀 오브 세이룬, 6권 베젠디의 어둠, 애니메이션 4기 Revolution, 5기 Evolution-R에 등장하는 일류 암살자. 본명은 러독 란자드이며 리나가 노골적으로 두려워했던 몇 안되는 인물이다. 즈마의 습격을 받은 사람 중 살아남은 사람은 리나 뿐이라고한다. 목적을 위해서라면 수단과 방법을 가리지않으며 한 번 맡은 의뢰는 반드시 이뤄야한다는 프로정신을 겸비. 휘두르는 칼 평탄면을 쳐내거나 양손으로 잡고 부러트리는 비 상식적인 기술을 가지고 있으며 파이어 볼, 다크 미스트 등 암살에 필요한 여러 주문들을 사용할 줄 안다. 4권에서 리나와 가우리에게 양 팔을 잃고 상처입은 세이그람과 동화하여 복수를 위해 7권에서 리나 일행을 베젠디 시티로 초대하지만 아들인 아벨에 대한 러독의 인간적인 마음 때문에 리나의 라그나 블레이드에 죽게된다. 애니메이션에서도 대부분의 내용이 비슷하나, 리나가 아닌 제로스의 공격으로 죽음을 맞는다.

## 마족 및 신족

### 마족
붉은 눈의 마왕(루비 아이) 샤브라니그두
붉은 용신 쉬피드와 호각을 이루는 이 세계의 마왕(다크 로드). 약 5천년 전 세계의 운명을 놓고 용신과 싸우다가(신마전쟁), 둘 다 크게 타격을 입어 마왕의 몸은 용신에 의해 일곱 조각으로 찢어져서 각각 다른 인간의 마음 속에 봉인되었다. 한편 용신도 무사하지 못하여 4체의 분신을 남긴 후 멸망했다.
1012년 전(NEXT 무렵 기준), 전설의 현자 레이 마그너스 안에 봉인되었던 조각이 깨어나 '강마전쟁'(降魔戰爭)이라 불리는, 모든 살아있는 생명이 마족에 대항한 전쟁이 발발했다. 헬마스터(명왕)에 의해 부활한 마왕의 조각은 명왕, 해왕, 패왕, 수왕의 네 심복들에게는 카타트를 중심으로 신을 봉인하는 결계를 치게 했고, 자신은 마룡왕 가브와 함께 쉬피드의 분신 중 하나인 수룡왕 라그라디아를 상대로 싸워 쓰러뜨렸지만, 마룡왕은 인간으로 전생됐고, 마왕 역시 얼음 덩어리에 봉인되어 카타트에서 꼼짝할 수 없는 신세가 되어버렸다. (루크에 의하면 의사소통도 제대로 되지 않을 정도)
1012년 전(NEXT 무렵 기준), 전설의 현자 레이 마그너스 안에 봉인되었던 조각이 깨어나 '강마전쟁'(降魔戰爭)이라 불리는, 모든 살아있는 생명이 마족에 대항한 전쟁(그에 따라 '항마전쟁'이라고도 불린다.)이 발발했다. 헬마스터(명왕)에 의해 부활한 마왕의 조각은 명왕, 해왕, 패왕, 수왕의 네 심복들에게는 카타트를 중심으로 신을 봉인하는 결계를 치게 했고, 자신은 마룡왕 가브와 함께 쉬피드의 분신 중 하나인 수룡왕 라그라디아를 상대로 싸워 쓰러뜨렸지만, 마룡왕은 인간으로 전생됐고, 마왕 역시 얼음 덩어리에 봉인되어 카타트에서 꼼짝할 수 없는 신세가 되어버렸다. (루크에 의하면 의사소통도 제대로 되지 않을 정도)
이때부터 수룡왕의 성지 카타트는 마족의 본거지가 되었고, 카타트에 갇힌 마왕의 조각을 ‘북의 마왕’이라고 부르게 되었다. 또 본편에서도 현자의 돌의 힘에 의해서 레조 안에 봉인되었던 조각이 깨어났지만 완전히 부활하기 전에, 불완전판 기가 슬레이브를 빛의 검에 실은 리나의 공격을 받아 멸망한다. 그로부터 2년 후 루크=샤브라니그두가 완전 각성했지만, 루크가 리나와 가우리의 손에 의해 죽기를 바랐기 때문에, 리나의 주문을 맞고 멸망했다.
'마왕의 심복'이라 불리는 다섯 마리의 직속 부하를 거느리고 있다.
소설판의 후기에서는 ‘부하 S’로서 L님의 하인으로 등장한다. 이 부하 S는 북의 마왕으로 추정된다.
애니메이션 Evolution-R(4기2쿨)에서는 레조의 명왕의 항아리에 함께 잠들어 있다가 부활하기도 하지만, 리나의 기가슬레이브에 의해 소멸하고 만다.

#### 마왕의 다섯 심복
명왕(冥王) 헬마스터(Hell Master) 피브리조
- 성우:이쿠라 카즈에/SBS판：임란/투니버스판 이명선 (성우)

샤브라니그두의 5심복 중 하나. 심복 중에서 최강의 힘을 가진 리더적 존재이다. 책략가로, 앞으로 나서서 싸우기보다는 두뇌를 이용해 싸우는 것을 더 좋아한다. 마족 상층부의 행동 지휘는 거의 그가 맡고 있다. 윤회와 전생을 볼 수 있는 능력을 갖고 있어, 봉인이 약해진 샤브라니그두의 조각을 찾아낼 수 있다. 약 천년 전에 강마전쟁을 계획, 실행에 옮겨 마도사 레이 마그너스 안에 봉인되어 있던 마왕의 7분의 1(북의 마왕)을 부활시켰지만, 강마전쟁 시에 직속 부하를 모두 잃게 된다. 또한 강마전쟁 당시 명왕, 수왕, 패왕, 해왕의 네 마족이 친 신 봉인 결계의 동쪽인 멸망의 사막을 담당하고 있다.
금색의 마왕의 주문을 사용할 줄 아는 리나를 이용해 세계를 멸망시키려는 계획을 꾸며 리나나 마룡왕을 자기 뜻대로 움직이게 했지만, 마지막에 가서 오판을 하여 금색의 마왕의 분노를 사 멸망당했다.(로오나를 알아보지 못하고 공격해 버렸기 때문에 일종의 괘씸죄) 애니메이션에서는 리나의 의지에 동조한 금색의 마왕에 의해 멸망하였다.
인간일 때의 모습은 소녀라고 착각할 만큼 예쁜 소년이다. 가브로부터는 ‘음험한 놈’이라고 불리었다.
TRY에서는 피브리조 멸망 후, 마족의 결계가 붕괴한 것이 모험 시작의 계기로 작용한다.
마룡왕(魔龍王) 카오스 드래곤(Chaos Dragon) 가브
- 성우:나카타 죠지 / SBS판：한상혁

샤브라니그두의 다섯 심복 중 하나. 강마전쟁 당시 레이=샤브라니그두와 함께 수룡왕과 싸웠지만, 마왕이 같은 ‘용’이라는 속성을 가진 가브를 이용하여 수룡왕에게 공격을 가했기 때문에, 수룡왕과 동시에 쓰러지게 되었다.
그러나 수룡왕은 멸망하기 직전에 같은 용이라는 속성을 역이용하여 마룡왕에게 봉인을 걸어 그를 인간으로 환생토록 했다. 그 때문에, 인간으로 부활한 가브는 살고 싶다는 욕망을 갖게 되어 세계의 파멸을 바라는 동족들을 배신하게 된다. 그리고 북쪽의 마왕을 타도하기 위해 카타트 침공을 계획했지만, 명왕의 함정에 걸려 멸망하고 만다.
인간일 때의 모습은 상아색 코트를 입은 붉은 장발의 남성이다.(소설에서의 설정. 애니에서는 약간 세부설정이 변한 듯) 성격은 거칠고 난폭한 타입.
직속 부하는 용신관 랄타크와 용장군 라샤트. TRY에서는 그의 측근 '바르가브'가 등장한다.
패왕(覇王) 다이너스트(Dynast) 그라우세라
샤브라니그두의 다섯 심복 중 하나. 본편에서는 웰즈 국왕으로 변장한 모습으로 등장했다. 신 봉인 결계의 북쪽인 '북의 극점(極点)'을 담당하고 있다. 피브리조가 멸망한 후, 마왕을 부활시켜 강마전쟁을 재현하려고 한다. 천년 전의 피브리조를 흉내내어 각지에 렛서데몬을 대량 발생시켰지만, 본래 책사 타입은 아닌지라 피브리조가 리나들을 완전히 자기 맘대로 다룬 것에 비해 어설픈 면이 있으며, 거의 우연이나 다름없이 마왕을 부활시킨다.
리나들과의 싸움에서 물리 세계에 실체화한 말단 부분이 쓰러져서 힘이 약해졌다. 직속 부하는 신관 2체, 장군 2체, 도합 4체. (이 중 장군 세라는 멸망)
수왕(獸王) 그레이터 비스트(Grater Beast) 제라스 메탈리움
샤브라니그두의 다섯 심복 중 하나. 신 봉인 결계의 남쪽인 '군랑(群狼)의 섬'을 담당하고 있다. 다른 심복들에 비해 예의바르고 침착한 편이다. 직속 부하는 제로스. 원작 소설에서는 최종권에 인간 여성의 모습으로 등장해, 해왕과 함께 리나들을 사일라그까지 유인해냈다. 애니메이션판 TRY의 특별 ED에서는, 긴 머리에 드레시한 복장을 한 까만 피부의 여성의 모습으로 등장했다(목에서부터 다리까지만 출연). 그 밖에도 애니메이션판 NEXT의 OP나 슈퍼 패미콤판 슬레이어즈 등에서는 거대한 늑대의 모습으로 등장하였다. 덧붙여서, 슈퍼 패미콤판 슬레이어즈에서는 라스트 보스 캐릭터로 등장한다.
해왕(海王) 디프 시(Deep Sea) 다루핀
샤브라니그두의 다섯 심복 중 하나. 강마전쟁 때 친 신 봉인 결계의 서쪽인 악마의 바다(魔海)를 담당하고 있다. 원작 소설에서는 최종권에 제라스 메탈리움과 함께 인간 여성의 모습으로 등장해, 루크로부터 리나와 가우리를 사일라그까지 데려오라는 명령을 받아 가짜 리나를 이용해 사일라그까지 유인해낸다.

#### 심복 직속 부하
수신관 제로스
- 일본 성우 : 이시다 아키라 / SBS 방영판：구자형 / 투니버스판：최원형

'수수께끼의 신관' 이자 마왕의 다섯 심복들 다음가는 힘을 가진 고위마족. 그런 힘과는 달리 겉으로는 항상 유들유들한 스마일 페이스에 능청스러운 태도로 일관한다. 천년 전의 강마전쟁 때 단신으로 수많은 드래곤들을 거의 전멸에까지 몰고간 전적으로 엘프와 드래곤들 사이에서 '드래곤 슬레이어'라는 별칭을 얻었다. 거짓말은 절대로 하지 않지만 진실을 처음부터 끝까지 설명해주는 일은 없이 '그건 비밀입니다(それは、ヒミツです)'라는 필살기로 상대방의 울화를 긁는다. 시키지 않은 일은 하지 않지만 주어진 임무는 확실히 완수해내는 중간관리직. 사람 좋아보이는 미소와 능청스러운 성격은 만들어낸 것이 아닌 천성인 듯하며, 그렇기 때문에 오히려 더욱 무서운 인물. 담소를 나누던 상대의 목을 웃으며 날려 버리고, 웃는 얼굴로 동료를 버리는 타입이다.
패왕장군 세라
패왕 그라우세라가 만들어낸 직속 부하 중 하나. 검은 머리카락을 한 소녀의 모습을 하고 있다. 패왕의 계획에 따라, 인간 소녀로 위장해 유력한 인간을 꾀어내어, 마검 둘고퍼로 마왕을 몸 속에 봉인하고 있는 인간을 찾아다녔지만, 생각없이 사는 면이 있어 리나들을 조사하려다가 실패하가 울분을 토해내며 가르바를 데몬화 시켜서 날뛰게 만드는 등 꽤나 급한 성격의 소유자다. 리나와의 싸움 도중 자신의 이름이 ‘그라우세라’에서 세라만 따온 것이라는, 안이하게 명명되었다는 사실을 리나에게 지적받자 동요를 느낀 나머지 철수하였다. 그 후 패왕으로부터 고작 도구의 이름 따위에 신경써줄 필요가 있겠냐는 대답을 듣자 정신적으로 큰 충격을 받는다. 디루스 왕국에서 리나들에 의해 패하지만 루크에게 마왕이 잠재되어 있다는 것을 알아보고, 그것을 패왕에게 전한 후 회심의 미소를 띈 채 둘고퍼와 함께 멸망한다. 그녀와 그녀의 동료인 패왕장군 '노스트', 패왕신관 '그루', 패왕신관 '디'는 모두 패왕(다이너스트 그라우세라)의 이름을 변형시킨 것.
용신관 랄타크
마룡왕 가브가 만들어낸 수하. 노년의 남자 모습을 하고 있으며 생각이 깊고 노련한 수완가의 이미지. 라샤트와 같이 싸우면 제로스와도 호각으로 싸울 수 있다. 가브의 명령에 따라, 명왕의 세계 멸망 계획의 핵심인 리나를 없애기 위해 기회를 노리지만, 제로스가 호위로 붙어 있어 쉽게 움직이지 못하고 번번이 실패하다가 결국 제로스에 의해 멸망당한다.
용장군 라샤트
마룡왕 가브를 따라는 용장군. 무인풍의 남자 모습을 하고 있다. 카타트 침공 준비를 위해 디루스 왕국 상층부에 침입하여 엘프나 드래곤과의 연합을 건의한다. 창조자인 가브를 따라 북의 마왕을 배반했지만, 가브가 멸망한 후에는 다시 북의 마왕을 따르게 되었다. 명왕의 명령에 따라 가브의 복수라고 속이고 리나를 몰아붙여 기가 슬레이브를 사용하게 하려고 하지만, 이미 명왕의 부하가 되었다는 사실을 리나에게 간파당해 멸망해버린다. 크게 인상적이지는 않지만, 라 틸트(정신계 최강 마법)를 몇 번이나 버텨낸다거나, 드래곤 슬레이브와 라 틸트의 발동을 동시에 막는 등 상당히 강력한 마족이다.
해장군 릭스팔트
해왕 다루핀이 만들어낸 직속 부하 중 하나. 수룡왕의 기사에서만 등장한다. 오른눈에 큰 상처를 입은 열혈적인 전사의 모습을 하고 있다. 대검을 휘두르며, 힘을 쓰는 건 자신있지만, 세라나 라샤트 등 다른 심복의 장군과 마찬가지로 머리를 쓰는 것엔 약한 것 같다.
해신관 휴레이카
해왕 다루핀이 만들어낸 직속 부하 중 하나. 수룡왕의 기사에서만 등장한다. 책사 타입으로, 모자에 로브 차림을 한 차분한 여성의 모습을 하고 있다.

#### 중급 마족
칸젤
- 성우:후타마타 잇세이/SBS판：김태웅

소설과 애니에서, 마룡왕 휘하에서 세이룬을 장악하려던 것은 다르지않다.
애니에선 동료 마젠다(소설에서는 자나파 사건 때 제로스에 의해 죽었었다)와 알프레드를 이용해 세이룬을 장악하려 했으나 리나 일행의 방해를 받고 리나 일행과 여러 번 교전, 그의 마지막은 본체를 개방하고 공간이동 공격으로 리나일행을 위기로 몰았으나 리나의 불완전판 라그나 블레이드가 공간을 자른다는 것을 예상 못한 채 방심, 불완전판 라그나 블레이드에 의해 소멸당한다. 드래곤 슬레이브 한방으로는 쓰러지지 않는다.
마젠다 
- 성우:효도우 마코 /SBS판：윤소라

마룡왕 휘하의 중급마족. 인간 여성의 형태를 하고 등장했다. 소설 본편 5권에서 등장. 피브리조가 리나를 이용하여 무언가를 꾸민다는 정보를 캐낸 장본인이기도 하며, 리나의 마력을 봉인하여 크나큰 시련을 안겨주는 등 은근히 큰 일을 많이 했지만 제로스에게 소리없이 제거당한다. (죽었다는 사실 확인은 되었지만 묘사된 바가 없음) 크로츠의 조직력을 이용하기 위해 조직 내부에 잠입해 있었던 것으로 보인다. (여기까지 출처는 Linachan's Slayers)
애니에서는 원래 소설에서 마젠다가 등장했던 사교(邪敎)집단 에피소드는 나오지 않는다. 대신 마젠다만은 NEXT 초반부에 칸젤의 동료로서 그와 같은 목적을 가지고 함께 활동하는 마족으로 등장한다. 중간중간 나오는 대사의 뉘앙스로 보아 칸젤보다는 한 수 아래인 듯. 애니화되면서 역할이 상당히 바뀌었는데(그리고 출연빈도도 꽤 많아졌다), 소설과 애니의 몇 안 되는 공통점이라면 외양의 대략적 묘사, 제로스보다 약하다는 것, 리나의 마력을 봉인했다는 것 정도.
브라드 
패왕 휘하의 중급마족. 날씬한 몸매의 남성의 형태를 하고 등장했다. 소설 본편 15권에서 등장. 새로이 부활한 루크 샤브라니구드의 명령을 거부하고 북의 마왕의 생각에 찬동하는 마족으로 리나 일행의 목숨을 노린다.

#### 하급 마족
조롬
- SBS 방영판：황원

-애니메이션 1기에서 레조가 시간을 끌기 위하여 또는 오리하르콘 신상에 있는 현자의 돌을 탈취하기 위해 소환한 하급 순마족이다. 후드를 쓴 노인차림이며 눈이 여러개 달렸고 바늘같은 투사체 여러개를 발사하며 불채찍까지 쓴다. 본체로 나타나면 팔이 많아지고 거대해진다. 가우리의 빛의 검 기습으로 비명횡사한다.
세이그람
- SBS 방영판：최병상

소설과 애니메이션에서의 세이그람은 비중이 다르다.
소설에서는 본편 2권에 등장해 리나/가우리와 전투, 큰 부상을 입고 물러난다. 후에 즈마(암살자)와 융합함으로써 반마족이 되어 리나를 위협하게 된다.
애니메이션에서는 처음에는 본편 2권에서처럼 아틀라스 시티의 할시폼과 연관이 되어있었지만, 할시폼이 죽고 난 뒤에는 원작 소설에서 나왔던 마룡왕 가브의 부하인 용신관과 용장군을 대신해 마룡왕을 따르는 역할을 맡았다. 가브에게 힘을 받아 제로스와 대등하게 싸우기도 한다. 리나와 제로스에 의해 최후를 맞았다.
에비아
-애니 2기 넥스트에 나오는 물, 얼음을 다루는 하급 순마족, 리나일행을 습격한다. 마룡왕 휘하.
기오 가이아
-하급 순마족. 소설 본편 2권에서 등장하는데, 함께 행동한 세이그람보다 하수이다. 얼굴에 쌍가면을 쓴 형태의 외견에, 독기의 충격파를 쏘는 기술을 가지고 있다. 인간인 할시폼에게 '먹힌' 다는, 마족으로서 최고로 수치스러운 형태로 소멸된다. (어떤 식으로 '먹힌' 것인지는 불명)
- 출처 : http://linachan.wo.to (Linachan's Slayers)

### 신족
붉은 용신(플레어 드래곤) 쉬피드
붉은 눈의 마왕 샤브라니그두와 호각을 이루는 이 세계의 신. 약 5천년 전 세계의 운명을 걸고 마왕과 싸운(신마전쟁) 끝에, 둘 다 치명적인 타격을 받아 마왕은 일곱 조각으로 찢어져 각각 다른 인간의 마음 속에 봉인되었고, 용신은 4체의 분신을 남기고 혼돈의 바다에 가라앉았다. 완전 소멸까지의 데미지를 받지는 않았기 때문에, 쉬피드의 의식과 힘의 일부가 쉬피드 나이트인 루나 인버스에게 머물고 있다.
수룡왕(아쿠아 로드) 라그라디아
쉬피드의 분신. 카타트 산맥에 있었지만 1012년 전에 일어난 강마전쟁에서 샤브라니그두의 조각과 싸워 혼돈의 바다에 가라앉았다. 본래대로라면 마왕의 7분의 1을 상대로 용신의 4분의 1이 질 리가 없지만, 명왕·패왕·수왕·해왕이 만든 결계에 갇혀 힘이 약화된 데다가 마왕이 마룡왕과 수룡왕이‘용’이라는 공통 속성을 가진 것을 이용하기 위해 마룡왕을 끌어들여 사이에 두고 힘을 주입했기 때문에 어이없게 멸망하고 만다. 그러나 쓰러지기 일보 직전에 마지막 힘을 다하여 마왕을 카타트에 얼려버리고, 마룡왕은 인간으로 환생시켰다. 그의 기억은 무한한 지식의 원천이라 일컬어지는 '클레어 바이블'이 되어 이 세계에 남겨지게 되었다.
화룡왕(플레어 로드) 브라바자드
쉬피드의 분신. TRY에서는 다크스타가 올 것을 대비해 휘하의 골드 드래곤들에게 멸망의 신탁을 내렸다. 골드 드래곤들은 그의 신탁을 받고 이 세계의 멸망을 막기 위해 움직이게 된다. 원작에서는 미르가지아가 그의 힘을 빌린 것으로 여겨지는 주문 ‘브라바자드 플레어’를 사용하고 있다.
공룡왕(에어 로드) 바르윈
쉬피드의 분신. 천룡왕이라고도 부른다. 수룡왕의 기사편에 등장, 리나에게 신의 힘을 준다.
지룡왕(어스 로드) 란고트
쉬피드의 분신.
흑룡왕(다크 로드) 볼피드
다크스타와의 수백년의 전쟁 이후 다크스타에게 흡수되게 됩니다.

### 혼돈의 바다
로드 오브 나이트메어
- 성우：최성우

이 세계의 마왕 샤브라니그두나 이계(異界)의 마왕 듀그라디그두 등 각 세계에서 신과 패권을 다투고 있는 마왕들보다 한층 더 상위에 있는 초월적인 존재. 제로스 정도의 마족조차 그 이름을 두려워하여 '그 분'이라고 일컫는다. 모든 세계는 지팡이 위에 실린 접시와 같이 ‘혼돈의 바다’위에 꽂혔다고 볼 수 있는 상태이며, 금색의 마왕은 모든 세계가 성립 기반인 혼돈의 바다에 흔들리는 존재라고 전해진다.
하지만 무한한 지식을 간직한 클레어 바이블의 정보에 의하면 그 실체는 혼돈의 바다 그 자체라고 한다. 따라서, 모든 세계의 근원(창조주)이기도 한 금색의 마왕은 마족 뿐만 아니라 신, 인간을 포함한 모든 존재의 어머니인 것이다. 금색의‘마왕’이라고 하는 것도, 리나가 그녀에 대해 잘 알지 못했을 때 임의로 만들어낸 호칭에 지나지 않으며, 본래는‘금색의 어머니’라고 불린다.
금색의 마왕은 신과 마족 양측으로부터 모두 존중받고 있는 것 같지만, 정작 본인은 특별히 어느 쪽을 지지하지 않으며, 자신이 낳은 존재끼리의 싸움을 그저 방관하고 있다. 피브리조를 멸망시킨 것도 특별히 리나들을 편든 것이 아니라, 단지 자신의 심기를 거스려 화가 났기 때문이다.
그러나, 무한한 지식을 간직한 클레어 바이블에 의하면 그 실체는 혼돈의 바다 그 자체라고 한다. 따라서, 모든 세계의 근원(창조주)이기도 한 금색의 마왕은 마족 뿐만 아니라 신, 인간을 포함한 모든 존재의 어머니인 것이다. 금색의‘마왕’이라고 하는 것도, 리나가 그녀에 대해 잘 알지 못했을 때 임의로 만들어낸 호칭에 지나지 않으며, 본래는‘금색의 어머니’라고 불린다.
금색의 마왕은 신과 마족 양측으로부터 모두 존중받고 있는 것 같지만, 정작 본인은 특별히 어느 쪽을 지지하지 않으며, 자신이 낳은 존재끼리의 싸움을 그저 방관하고 있다. 피브리조를 멸망시킨 것도 특별히 리나들을 편든 것이 아니라, 단지 자신의 심기를 거스려 화가 났기 때문이다.
소설판의 후기에서는 ‘L님’으로 등장해 후기를 독점하기 위해 작가도 해치는 등 갖은 물의를 빚고 있다. 또한 이 L은, Lord of Nightmare(악몽의 제왕)의 머리 글자가 아니라, 이름의 머리 글자의 L이라고 한다(루시퍼(Lucifer)이라는 설과 릴리스(Lilith)라는 설이 있었으나 작가가 루시퍼라고 밝힌 바 있다.